# 中金财富证券
中国中金财富证券有限公司，是中金公司旗下财富管理业务品牌，由最早创建于2007年的中金公司财富管理和2005年设立的中国中投证券有限责任公司及其旗下财富管理与经纪业务“金中投”、“掌中投”等子品牌整合而成。

## 中国建银投资证券
中国建银投资证券有限责任公司（简称中投证券），前身为1992年成立的南方证券股份有限公司；2004年1月2日，南方证券由于挪用客户保证金等违法违规经营行为被中国证监会、深圳市政府实施行政接管；随后，中国建银投资通过竞拍购买了原南方证券的相关证券类资产，包括多达74家营业部及投行业务，并在此基础之上于2005年9月28日独立出资组建了中投证券。2006年8月16日，南方证券正式宣布破产。
中投证券成立之时，监管层要求其“要深刻吸取原南方证券被市场淘汰的惨痛教训，切实树立稳健经营理念，建立规范的公司治理结构、严密的内部管理制度和科学的风险防范机制。”同时，深圳市证监局局长更向中投证券提出了“永不违规”的要求。此后几年内，中投证券经纪业务发展较快，盈利能力位居行业前列，且多项指标增幅居同业第一，其中权证市场份额高达同业第二。但与前身南方证券巅峰时期相比仍有一定差距，且其投行业务持续位居市场中游，而2009年起经纪业务也开始出现较大下滑。2011年中投证券保荐8家公司IPO，但其中4家在上市后的当年业绩即出现下滑乃至亏损，平均幅度高达30.6%，业内均指中投证券过度包装。同年，证监会共对15位保荐代表人采取了警示措施，中投证券占到4席。
由于中投证券业绩不景气，公司机制僵化，人事等各方面均存在重大问题；2011年3月18日，中央汇金空降任命其有着信托、银行工作背景的综合部主任龙增来至中投证券，担任党委书记、法定代表人等职务，并更换公司大量高管。2009年5月，中国建投开始将中投证券100%的股权移交至汇金公司；2011年4月2日，公司股东正式由中国建投变更为中央汇金，对公司加强控制，改为由汇金直属。9月30日，中央汇金将公司注册资本增加至50亿元。11月8日，公司更名为中国中投证券有限责任公司（简称仍为中投证券），龙增来正式担任董事长。

## 中国中投证券
龙增来上任后力推诸如研究所自负盈亏、裁员等多项改革措施。中投证券营收与净利润等财务指标也有所进步，但总体依然均位居行业倒数20名以内。同时中投证券还出现了研究报告造假、保荐代表人频繁出走、IPO项目流失等一系列问题。
2012年，中投证券投行业务净收入自2010年的11名大幅后退至27名，且全年仅获一个IPO项目，保荐承销收入1827万元；2014年，中投证券保荐的康新设计成为IPO发审会重新启动后第一个上会未获通过的项目。
2012年10月至2013年2月期间，中投证券发布了同一研究员的3篇关于零七股份的研报，并给出强烈推荐的投资建议，仅以零七股份公开发布的关于马达加斯加矿产的预查报告为依据，计算该矿产对零七股份的业绩贡献为550亿元，并以此为基础对零七股份股票进行估值。研报发表后，零七股份的股价飙涨3倍之多。但是，由于矿产预测不确定因素较多，而其研报中含有煽动性语言，内容过于粗糙和不准确，最终造成估值不审慎、涉嫌造假，遭到监管机构调查。中投证券火速开除该研究员，以平息事端。受此事件影响，市场上出现了中投证券分析师所推荐的股票次日就出现暴跌的情况。而2014年11月，獐子岛集团扇贝绝收事件发生后，中投证券的分析师却依然将獐子岛列为推荐评级。
2014年11月，中投证券作为主承销方为华东科技非公开发行不超过24.65亿股股票，募集资金不超过105亿元。由于此次定向增发溢价效应明显，吸引了60家机构参与报价。但在12月8日报价认购当天，中投证券指定的传真机出现“堵单”问题，不能接受机构报价。随后，有多家机构质疑中投证券或涉嫌内定投资者，并立刻向证监会报告了问题。事件受到广泛关注，华东科技与中投证券最后重新启动了认购程序。
此外中投证券分公司和营业部也屡次出现违规现象。2015年1月16日，中投证券因向不符合条件的客户融资融券且涉及客户数量较多，证监会对其采取责令增加内部合规检查次数的行政监管措施。
2015年6月，中国中投证券有限责任公司原党委书记、董事长龙增来公款吃喝、公款打高尔夫球、出版个人诗集在公司报销被撤销党内职务处分，依程序免去其中国中投证券有限责任公司董事长及兼任的其他职务。

## 转让中金
受限于《证券公司股权管理规定》等文件规定，证券公司股东以及股东的控股股东、实际控制人参股证券公司的数量不超过2家，其中控制证券公司的数量不超过1家，即“一参一控”，中投证券不能长期直属汇金公司。2016年11月4日，中国国际金融股份有限公司宣布，经董事会批准，中金公司与其主要股东中央汇金投资有限责任公司订立股权转让协议，将从汇金公司收购中国中投证券有限责任公司的全部股权，交易对价确定为人民币167亿元。中金公司将通过向汇金公司发行中金公司内资股的方式支付。合并后中金公司总资产逾1,500亿元，净资产规模达317.58亿元。2017年3月21日，交易完成，中投证券成为中金公司的全资子公司。其在全国所拥有的204家证券营业网点也为中金公司填补了传统经纪业务上的空白。
被收购后，中投证券的投行业务、债券承销业务、新三板做市业务转移至中金公司实现统一管理；并作为中金公司的跟投子公司参与首批科创板IPO项目。2019年8月13日，中国中投证券有限责任公司更名为中国中金财富证券有限公司，英文名称也相应改变，实现品牌统一。2021年7月11日，中金公司发布公告称，与中金财富在已有整合工作基础上，通过将公司境内财富管理业务转移给中金财富，进一步实现双方业务整合。中金财富作为全资子公司开展财富管理业务，中金公司作为母公司开展投行、固收、资管等业务。